# Yūki Honda
Yūki Honda (本多 勇喜?, Honda Yūki; Ichinomiya, 2 gennaio 1991) è un calciatore giapponese, difensore del Vissel Kōbe.

## Statistiche

### Presenze e reti nei club
Statistiche aggiornate all'8 dicembre 2024.
| Stagione              | Club                  | Campionato            | Campionato | Campionato | Coppe nazionali | Coppe nazionali | Coppe nazionali | Coppe continentali | Coppe continentali | Coppe continentali | Altre coppe | Altre coppe | Altre coppe | Totale | Totale |
| Stagione              | Club                  | Comp                  | Pres       | Reti       | Comp            | Pres            | Reti            | Comp               | Pres               | Reti               | Comp        | Pres        | Reti        | Pres   | Reti   |
| --------------------- | --------------------- | --------------------- | ---------- | ---------- | --------------- | --------------- | --------------- | ------------------ | ------------------ | ------------------ | ----------- | ----------- | ----------- | ------ | ------ |
| 2013                  | Nagoya Grampus        | J1                    | 5          | 1          | CG+CdL          | 0+2             | 0               | -                  | -                  | -                  | -           | -           | -           | 7      | 1      |
| 2014                  | Nagoya Grampus        | J1                    | 33         | 0          | CG+CdL          | 3+5             | 0               | -                  | -                  | -                  | -           | -           | -           | 41     | 0      |
| 2015                  | Nagoya Grampus        | J1                    | 29         | 0          | CG+CdL          | 0+8             | 0               | -                  | -                  | -                  | -           | -           | -           | 37     | 0      |
| Totale Nagoya Grampus | Totale Nagoya Grampus | Totale Nagoya Grampus | 67         | 1          |                 | 18              | 0               |                    | -                  | -                  |             | -           | -           | 85     | 1      |
| 2016                  | Kyoto Sanga           | J2                    | 39+1       | 1+0        | CG              | 1               | 0               | -                  | -                  | -                  | -           | -           | -           | 41     | 1      |
| 2017                  | Kyoto Sanga           | J2                    | 38         | 2          | CG              | 1               | 0               | -                  | -                  | -                  | -           | -           | -           | 39     | 2      |
| 2018                  | Kyoto Sanga           | J2                    | 36         | 1          | CG              | 0               | 0               | -                  | -                  | -                  | -           | -           | -           | 36     | 1      |
| 2019                  | Kyoto Sanga           | J2                    | 37         | 0          | CG              | 0               | 0               | -                  | -                  | -                  | -           | -           | -           | 37     | 0      |
| 2020                  | Kyoto Sanga           | J2                    | 28         | 0          | -               | -               | -               | -                  | -                  | -                  | -           | -           | -           | 28     | 0      |
| 2021                  | Kyoto Sanga           | J2                    | 20         | 0          | CG              | 2               | 0               | -                  | -                  | -                  | -           | -           | -           | 22     | 0      |
| 2022                  | Kyoto Sanga           | J1                    | 15+1       | 0          | CG+CdL          | 3+6             | 0               | -                  | -                  | -                  | -           | -           | -           | 25     | 0      |
| Totale Kyoto Sanga    | Totale Kyoto Sanga    | Totale Kyoto Sanga    | 215        | 4          |                 | 13              | 0               |                    | -                  | -                  |             | -           | -           | 228    | 4      |
| 2023                  | Vissel Kōbe           | J1                    | 32         | 0          | CG+CdL          | 4+1             | 0               | -                  | -                  | -                  | -           | -           | -           | 37     | 0      |
| 2024                  | Vissel Kōbe           | J1                    | 25         | 1          | CG+CdL          | 5+2             | 0               | ACL                | 5                  | 0                  | SG          | 0           | 0           | 37     | 1      |
| Totale Vissel Kōbe    | Totale Vissel Kōbe    | Totale Vissel Kōbe    | 57         | 1          |                 | 12              | 0               |                    | 5                  | 0                  |             | 0           | 0           | 74     | 1      |
| Totale carriera       | Totale carriera       | Totale carriera       | 339        | 6          |                 | 43              | 0               |                    | 5                  | 0                  |             | 0           | 0           | 387    | 6      |

## Palmarès

### Club

#### Competizioni nazionali
- Campionato giapponese: 2

Vissel Kōbe: 2023, 2024
- Coppa dell'Imperatore: 1

Vissel Kōbe: 2024